# 第7大道／駝峰道站
第7大道/駝峰道站（英語：7th Avenue/Camelback station，是一個位於美國亞利桑那州鳳凰城鳳凰城輕鐵的一個車站。

## 鄰近地標
- 駝峰邨廣場購物中心
- 山谷區路德會高中
- 奧士本中學
- 科爾特公園

## 接駁交通

### 巴士
- 15
- 50

## 外部連結
- 輕鐵／鳳凰城市路線圖 （英文）